# Marathon van Praag 2003
De marathon van Praag 2003 werd gelopen op zondag 18 mei 2003. Het was de negende editie van deze marathon.
De Keniaan Willy Cheruiyot zegevierde bij de mannen in 2:11.56. Zijn landgenote Anne Jelagat kwam bij de vrouwen als eerste over de finish in 2:31.10.
Deze editie was eveneens het toneel van de Tsjechische kampioenschappen. Deze titels werden gewonnen door respectievelijk Jan Bláha (achtste in 2:22.21) en Ivana Martincova (zesde in 2:50.42).
In totaal finishten 2602 marathonlopers, waarvan 291 vrouwen.

## Uitslagen

### Mannen
| rang   | naam              | land | tijd    |
| ------ | ----------------- | ---- | ------- |
| Goud   | Willy Cheruiyot   | KEN  | 2:11.56 |
| Zilver | Paul Kanda        | KEN  | 2:12.18 |
| Brons  | Habtamu Bekele    | ETH  | 2:14.10 |
| 4      | David Maiyo       | KEN  | 2:15.18 |
| 5      | Ayele Setegne     | ISR  | 2:15.53 |
| 6      | Simon Maiyo       | KEN  | 2:19.09 |
| 7      | Johannes Kekana   | RSA  | 2:21.57 |
| 8      | Jan Bláha         | CZE  | 2:22.21 |
| 9      | Dov Kremer        | ISR  | 2:24.27 |
| 10     | Joseph Sitienei   | KEN  | 2:24.27 |
| 11     | Pavel Kryska      | CZE  | 2:24.52 |
| 12     | Kennedy Momanyi   | KEN  | 2:27.09 |
| 17     | Joseph Cheromei   | KEN  | 2:31.08 |
| 20     | Mulugeta Serbessa | ETH  | 2:33.23 |

### Vrouwen
| rang   | naam               | land | tijd    |
| ------ | ------------------ | ---- | ------- |
| Goud   | Anne Jelagat       | KEN  | 2:31.10 |
| Zilver | Alice Chelangat    | KEN  | 2:31.25 |
| Brons  | Abeba Tolla        | ETH  | 2:37.20 |
| 4      | Milka Mikhaylova   | BUL  | 2:42.40 |
| 5      | Maria Bak          | GER  | 2:47.47 |
| 6      | Ivana Martincova   | CZE  | 2:50.42 |
| 7      | Radka Churanova    | CZE  | 2:53.55 |
| 8      | Gabriela Benko     | HUN  | 2:59.07 |
| 9      | Milena Prochazkova | CZE  | 3:02.32 |
| 10     | Vivienne Conneely  | IRL  | 3:05.41 |

1995 ·
1996 ·
1997 ·
1998 ·
1999 ·
2000 ·
2001 ·
2002 ·
2003 ·
2004 ·
2005 ·
2006 ·
2007 ·
2008 ·
2009 ·
2010 ·
2011 ·
2012 ·
2013 ·
2014 ·
2015 ·
2016 ·
2017